# Christopher Duntsch
Christopher Daniel Duntsch (né le 3 avril 1971) est un neurochirurgien qui a été surnommé le Dr D. et Dr Death (Docteur la Mort) pour fautes professionnelles lourdes ayant entraîné la mort et la mutilation de plusieurs patients lors de ses contrats au Baylor Plano et au Dallas Medical Center. Duntsch a été reconnu coupable de divers crimes, le 20 février 2017, et condamné à la prison à vie.

## Éducation
Duntsch passe son doctorat en médecine et en neurochirurgie en résidence à l'Université du Tennessee Health Science Center, et par la suite y est professeur assistant.

## Carrière
Duntsch déménage ensuite à Dallas pour travailler au Baylor Plano. Après plusieurs opérations mal exécutées, il le quitte pour le centre médical de Dallas, où il est employé moins d'une semaine : il est limogé par les administrateurs après la mort d'un autre patient. Il n'y a aucune information disponible indiquant quelle enquête a été effectuée par l'agence de diplômes d'État ou si l'hôpital en a notifié le Texas Medical Board.
Selon des documents de la cour, il fut soupçonné d'être sous l'influence de la cocaïne tout en opérant au cours de sa quatrième année de résidence. Il a été envoyé à un programme pour les médecins aux facultés diminuées, puis a été autorisé à retourner à son programme de résidence.
Duntsch a commencé à opérer au Texas en 2010 et son permis de conduire a été révoqué en 2013. Il est accusé et condamné par la suite pour mutilation de quatre patients et le meurtre sur deux autres.
En décembre 2011, selon les procédures de la cour, il a envoyé un couriel à un collègue disant : "Je suis prêt à quitter l'amour, la gentillesse, la bonté et la patience que je mélange à tout autre chose que je suis et à devenir un tueur de sang-froid".

### Révocation de diplômes et condamnation
En 2017, il est reconnu coupable du crime de mutilation de Marie Efurd au cours d'une opération chirurgicale de fusion spinale.
Il a fixé une vis dans la cavité vertébrale d'Efurd, placé les implants dans le muscle au lieu de l'os, et complètement sectionné une racine nerveuse spinale. "C'est aussi flagrant que vous pouvez l'imaginer", déclare le Dr Robert Henderson, chirurgien appelé à effectuer l'opération de secours en urgence, après l'intervention de Duntsch. Maintenant âgée de 79 ans, Efurd ne peut rester debout que 10 minutes de suite et passe la plupart de ses journées en fauteuil roulant.

### L'emprisonnement à perpétuité
Le 20 février 2017, Christopher Duntsch a été condamné à la prison à vie,. La défense a pointé la mauvaise formation et le contrôle insuffisant des hôpitaux.
Les quatre hôpitaux qui ont employé Duntsch ont déclenché une procédure civile, toujours en cours contre lui.

## Réactions
Le jugement dans l'affaire Duntsch a prononcé l'une des premières peines de prison pour faute professionnelle et a donné lieu à une jurisprudence. Le bureau du procureur du tribunal chargé de l'affaire l'a qualifiée d'affaire historique en ce qui concerne la poursuite en justice d'un médecin qui avait commis une erreur lors d'une intervention chirurgicale".
Le directeur du département de neurochirurgie à UT Southwestern, Carlos Bagley, qui a témoigné pour la défense, a déclaré que « la seule manière pour que cela arrive est que l’ensemble du système néglige les patients ».

## Dans la culture populaire
Le 4 septembre 2018, la société de production de podcasts Wondery Media a lancé Dr. Death une série en six  épisodes, écrite, produite et animée par la journaliste Laura Beil. La vidéo a fait ses débuts à la première place sur Apple Podcasts,. Cette série de podcasts a ensuite été adaptée en mini-série, Dr Death, sortie durant l'été 2021. Joshua Jackson y incarne Christopher Duntsch.